# David Strathairn
David Russell Strathairn (San Francisco, 26 januari 1949) is een Amerikaans acteur van deels Schotse, deels Polynesische afkomst. Hij werd voor zijn hoofdrol in Good Night, and Good Luck. genomineerd voor onder meer een Academy Award, een Golden Globe en een BAFTA Award en won daarmee daadwerkelijk de prijs voor beste acteur op het Filmfestival van Venetië 2005. Eerder won hij een Film Independent Spirit Award voor zijn bijrol in City of Hope (1991). 
Strathairn maakte in 1980 zijn film- en acteerdebuut als Ron Desjardins in Return of the Secaucus Seven. Sindsdien speelde hij rollen in meer dan zestig films, meer dan tachtig inclusief televisiefilms.
Strathairn trouwde in 1980 met Logan Goodman, die dat jaar als productie-assistente meewerkte aan Return of the Secaucus Seven. Samen kregen ze eveneens in 1980 zoon Tay en zeven jaar later zoon Ebbe.

## Filmografie
*Exclusief 15+ televisiefilms
| - Where the Crawdads Sing (2022) - Tom Milton - Nomadland (2020) - Dave - Louder than Bombs (2015) - The Whistleblower (2010) - Peter Ward - The Uninvited (2009) - Steven - Cold Souls (2009) - Dr. Flintstein - The Spiderwick Chronicles (2008) - Arthur Spiderwick - Matters of Life and Death (2007) - Mr. Jennings - The Bourne Ultimatum (2007) - Noah Vosen - My Blueberry Nights (2007) - Ofcr. Arnie Copeland - Racing Daylight (2007) - Henry/Harry - Fracture (2007) - DA Joe Lobruto - We Are Marshall (2006) - President Dedmon - The Sensation of Sight (2006) - Finn - Heavens Fall (2006) - Judge James Horton - The Shovel (2006) - Paul Mullin - Steel Toes (2006) - Danny Dunckelman - The Notorious Bettie Page (2005) - Estes Kefauver - Good Night, and Good Luck. (2005) - Edward R. Murrow - Missing in America (2005) - Henry R. Hocknell Jr - Twisted (2004) - Dr. Melvin Frank - The Root (2003) - - Blue Car (2002) - Auster - Speakeasy (2002) - Bruce Hickman - Ball in the House (2001) - Dr. Charlie - The Victim (2001) - Mark Zingerline - Harrison's Flowers (2000) - Harrison Lloyd - A Good Baby (2000) - Truman Lester - A Map of the World (1999) - Howard Goodwin - Limbo (1999) - Joe Gastineau - A Midsummer Night's Dream (1999) - Theseus - Meschugge (1998) - Charles Kaminski - Simon Birch (1998) - Rev. Russell - With Friends Like These... (1998) - Armand Minetti | - The Climb (1998) - Earl Himes - Bad Manners (1997) - Wes - L.A. Confidential (1997) - Pierce Patchett - Song of Hiawatha (1997) - Marcel - Mother Night (1996) - Lieutenant Bernard B. O'Hare - Home for the Holidays (1995) - Russell Terziak - Dolores Claiborne (1995) - Joe St. George - Losing Isaiah (1995) - Charles Lewin - The River Wild (1994) - Tom Hartman - A Dangerous Woman (1993) - Getso - The Firm (1993) - Ray McDeere - Lost in Yonkers (1993) - Johnny - April One (1993) - John McCowan - Passion Fish (1992) - Rennie - Sneakers (1992) - Irwin 'Whistler' Emery - Bob Roberts (1992) - Mack Laflin - A League of Their Own (1992) - Ira Lowenstein - Big Girls Don't Cry... They Get Even (1992) - Keith - City of Hope (1991) - Asteroid - Memphis Belle (1990) - Col. Craig Harriman - The Feud (1989) - The Stranger - Eight Men Out (1988) - Eddie Cicotte - Call Me (1988) - Sam - Stars and Bars (1988) - Charlie - Dominick and Eugene (1988) - Martin Chernak - Matewan (1987) - Police Chief Sid Hatfield - At Close Range (1986) - Tony Pine - When Nature Calls (1985) - Weejun - The Brother from Another Planet (1984) - Man In Black - Iceman (1984) - Dr. Singe - Silkwood (1983) - Wesley - Enormous Changes at the Last Minute (1983) - Jerry - Lovesick (1983) - Marvin Zuckerman - Return of the Secaucus Seven (1980) - Ron Desjardins |

## Televisieseries
*Exclusief eenmalige gastrollen
- The Expanse - Klaes Ashford (2018-2019, 13 afleveringen)
- Billions - Black Jack Foley (2017-2019, 9 afleveringen)
- The Blacklist - Peter Kotsiopulos (2015-2016, 12 afleveringen)
- Alphas - Lee Rosen (2011-2012, 24 afleveringen)
- The Supreme Court - Verteller (2007, vier afleveringen)
- American Masters - Verteller (1993-2005, drie afleveringen)
- The Sopranos - Robert Wegler (2004, drie afleveringen)
- Big Apple - FBI Agent Will Preecher (2001, acht afleveringen)
- The Days and Nights of Molly Dodd - Moss Goodman (1988-1991, twintig afleveringen)
- Wiseguy - Sheriff Matthew Stemkowski (1990, twee afleveringen)

- Bibsys: 99000946
- Biblioteca Nacional de España: XX1360940
- Catàleg d'autoritats de noms i títols de Catalunya: 981058509209406706
- Gemeinsame Normdatei: 129577502
- International Standard Name Identifier: 0000 0001 1810 0980
- Library of Congress Control Number: no92019974
- Nationale Bibliotheek van Letland: 000311883
- MusicBrainz: 236813af-16d0-418a-a5fa-2c7f35ee9bae
- Nationale Bibliotheek van Tsjechië: xx0071290
- Nationale bibliotheek van Australië: 35322413
- Nationale Bibliotheek van Israël: 987007426090905171
- Nationale Bibliotheek van Polen: a0000002939283
- Nederlandse Thesaurus van Auteursnamen: 17707065X
- Système universitaire de documentation: 086005618
- Trove: 911340
- Virtual International Authority File: 88078941
- WorldCat: E39PBJwMGbbcdPYDxrvD4YDpfq